# Magda Nyári-Kovács
Magdolna „Magda“ Nyári-Kovács (* 1. Juli 1921 in Budapest; † 4. Mai 2005 ebenda) war eine ungarische Florettfechterin.

## Erfolge
Magda Nyári-Kovács erzielte vor allem mit der Mannschaft zahlreiche internationale Erfolge. Bei Weltmeisterschaften gelang ihr mit dieser 1952 in Kopenhagen, 1954 in Luxemburg, 1955 in Rom, 1959 in Budapest und 1962 in Buenos Aires der Titelgewinn. Darüber hinaus erreichte sie mit ihr vier weitere Male den zweiten und einmal den dritten Rang. Im Einzel konnte sie einmal das Podest erreichen, als sie 1951 in Stockholm Bronze gewann. Nyári-Kovács nahm an drei Olympischen Spielen teil. 1952 in Helsinki belegte sie den achten Rang, vier Jahre darauf in Melbourne schied sie in der Vorrunde aus. Bei den Olympischen Spielen 1960 in Rom kam sie im Einzel nicht über das Halbfinale hinaus. Mit der ungarischen Equipe zog sie ins Finale gegen die Sowjetunion ein, der sie mit 3:9 unterlegen war. Gemeinsam mit Lídia Dömölky-Sákovics, Katalin Juhász, Györgyi Székely-Marvalics und Ildikó Ujlakiné-Rejtő gewann sie damit die Silbermedaille.